# ダーイクンディー州
ダーイクンディー州（ダーイクンディーしゅう、Dāykondī Velāyat）は、アフガニスタンの中央部にある州である。2004年3月28日にウルーズガーン州の北部から分離、新設された新しい州である。面積8,088.33km2。州都はニリ (Neli)。人口399,600人。

## 住民
州の住民の大多数はハザーラ人である。州設立当初、ダーイクンディー州は8県を管轄していた。そのうち7県ではハザーラ人が多数派だったが、ギザブ県だけはパシュトゥーン人が多数を占めた。2006年5月、そのギザブ県はウルーズガーン州に復帰し、ダーイクンディー州が管轄する県はハザーラ人が多数派である7県となった。ダーイクンディーでは過去にハザーラ人同士の紛争が続き、70,000人が犠牲になったと報告されている。

## 経済
非常に良質のアーモンドの産地として名高く、国内中に出荷されている。